# Хирши, Трэвис
Трэвис Хирши (англ. Travis Warner Hirschi, 15 апреля 1935, Роквилл, Юта — 2 января 2017, Тусон, Аризона) — американский социолог и почётный профессор социологии в Университете Аризоны. Он помог разработать современную версию теории социального контроля преступности, а позднее — теорию самоконтроля преступности. 

## Биография
Хирши родился в Роквилле, штат Юта. В 1950-х годах он учился в Университете Юты, где получил степени бакалавра и магистра. В 1955 году Хирши женился на Анне Йергенсен. Он проработал два года аналитиком данных в армии США. В 1968 году он получил степень доктора социологии в Калифорнийском университете в Беркли. 
В своей работе 1969 года «Причины преступности» Хирши изложил свою версию теории социального контроля. Он писал, что социальные связи поощряют конформное поведение и удерживают большинство людей от совершения преступлений. В 1977 году он и Майкл Хинделанг опубликовали исследование, которое показало, что IQ и социальный класс в равной степени предсказывают преступность; ранее IQ не считался фактором, коррелирующим с преступным поведением. Статья Хирши и Майкла Р. Готтфредсона, опубликованная в 1983 году в American Journal of Sociology, показала, что более молодой возраст связан с ростом преступной активности независимо от любого другого известного фактора. В 1990 году Хирши и Готтфредсон написали, что недостаток самоконтроля, связанный с проблемами воспитания детей, является причиной преступности. 
Хирши занимал преподавательские должности в Университете Вашингтона, Калифорнийском университете в Дейвисе, Университете штата Нью-Йорк в Олбани и Университете Аризоны. Он был членом и бывшим президентом Американского общества криминологии. Организация также удостоила его своей высшей награды — премии Эдвина Х. Сазерленда. В 2016 году Хирши получил Стокгольмскую премию по криминологии. Он умер в январе 2017 года в возрасте 81 года.